# Ajos Jeorjos Soleas
Ajos Jeorjos Soleas (gr. Άγιος Γεώργιος Σολέας) – wieś na Cyprze, w dystrykcie Nikozja.